# Pycreus dwarkensis
Pycreus dwarkensis är en halvgräsart som först beskrevs av K.C.Sahni och H.B. Naithani, och fick sitt nu gällande namn av Sheila Spenser Hooper. Pycreus dwarkensis ingår i släktet Pycreus och familjen halvgräs. Inga underarter finns listade i Catalogue of Life.